# Celebochoerus
Il celebochero (gen. Celebochoerus) o maiale gigante di Sulawesi è un mammifero artiodattilo estinto, appartenente ai suidi. Visse tra il Pliocene superiore e il Pleistocene medio (circa 2,5 - 0,3 milioni di anni fa) e i suoi resti fossili sono stati ritrovati esclusivamente nell'isola di Sulawesi (ex Celebes) e forse a Luzon (Filippine).

## Descrizione
Questo animale è noto per resti frammentari, sufficienti tuttavia a permetterne una ricostruzione. Celebochoerus doveva essere vagamente simile a un facocero, ma di dimensioni maggiori e dotato di zanne superiori più allungate. Dal raffronto delle ossa rinvenute con quelle dei suidi africani attuali, si può supporre che la specie di maggiori dimensioni (Celebochoerus heekereni) fosse alta al garrese circa 90 centimetri. Le zanne superiori erano lunghe anche 20 centimetri, ed erano più grandi rispetto a quelle dei suidi africani coevi. Le zanne, in ogni caso, erano molto simili a quelle dei facoceri, sporgenti all'infuori e ricurve verso l'alto. La struttura ossea di Celebochoerus era insolitamente massiccia, e le zampe erano relativamente corte. 

## Classificazione
Questo animale venne descritto per la prima volta da Hooijer nel 1948, sulla base di resti frammentari rinvenuti nella zona sudoccidentale di Sulawesi (Indonesia) in strati del Plio-Pleistocene. Lo studioso descrisse questi resti come appartenenti a un nuovo genere e a una nuova specie di suide gigante, Celebochoerus heekereni, e nel 1954 ascrisse nuovi resti a questo taxon. Successivamente, in terreni più recenti, vennero ritrovati fossili appartenenti a un'altra specie di Celebochoerus, di dimensioni minori e dalle zampe più corte; questa specie, tuttavia, non è mai stata descritta. Sembra, in ogni caso, che Celebochoerus sp. possa essere derivato direttamente dalla specie gigante C. heekereni. Un'altra specie, C. cagayanensis, inizialmente conosciuta per un paio di molari inferiori provenienti da Luzon (Filippine) in strati del Pleistocene superiore, è stata attribuita al genere Sus (Van der Geer et al., 2010). Tuttavia, la scoperta dei caratteristici canini giganteschi tipici di Celebochoerus ha portato gli autori della descrizione formale a propendere per un'attribuzione a quest'ultimo genere (Ingicco et al., 2016).
Celebochoerus è stato avvicinato a una linea evolutiva di suidi nota come Potamochoerini, rappresentata attualmente da alcune specie ma la cui origine si pensa sia avvenuta nel corso del Miocene medio. Le caratteristiche primitive di Celebochoerus hanno portato all'ipotesi che questo animale si sia originato nel corso del Miocene e sia vissuto in isolamento su Sulawesi.

## Paleobiogeografia
Poiché si ritiene che Sulawesi sia rimasta isolata almeno dall'Eocene medio (circa 45 milioni di anni fa), non è chiaro come la sua fauna endemica del Plio-Pleistocene (tra cui Celebochoerus) l'abbia potuta raggiungere. Si ipotizza comunque che gli antenati di Celebochoerus abbiano potuto colonizzare l'isola nel corso del Miocene, quando Sulawesi era più vicina al continente asiatico. Alcuni artiodattili (tra cui i cervi del Sudest asiatico e gli stessi suidi babirussa di Sulawesi) si spostano in mare aperto e nuotano fino a raggiungere piccole isole. Non è improbabile che gli antenati di Celebochoerus abbiano utilizzato lo stesso sistema per colonizzare l'isola. Tra gli altri mammiferi presenti sull'isola nel Plio-Pleistocene, si ricordano gli stegodonti nani (Stegodon sompoensis) e altri proboscidati nani (Stegoloxodon celebensis). È stato inoltre proposto un percorso di migrazione dalle Filippine a Sulawesi che si sarebbe verificato in modo indipendente dalla più nota rotta migratoria dall'India a Giava nel corso del Pleistocene (Ingicco et al., 2016).
Le grandi dimensioni di un artiodattilo come Celebochoerus su un'isola come Sulawesi sono un fenomeno insolito, in apparente contrasto con il cosiddetto fenomeno del nanismo insulare (anche se non del tutto sconosciuto; si vedano i casi dei grandi Hoplitomeryx e Candiacervus major). In ogni caso, lo stesso Celebochoerus heekereni si evolvette dando origine a una specie di minori dimensioni.